# Tribonyx
Tribonyx es un género de aves gruiformes perteneciente a la familia Rallidae endémico de Australia y Tasmania. Anteriormente sus dos miembros se clasificaban dentro del género Gallinula. Son conocidos popularmente como gallinetas.

## Especies

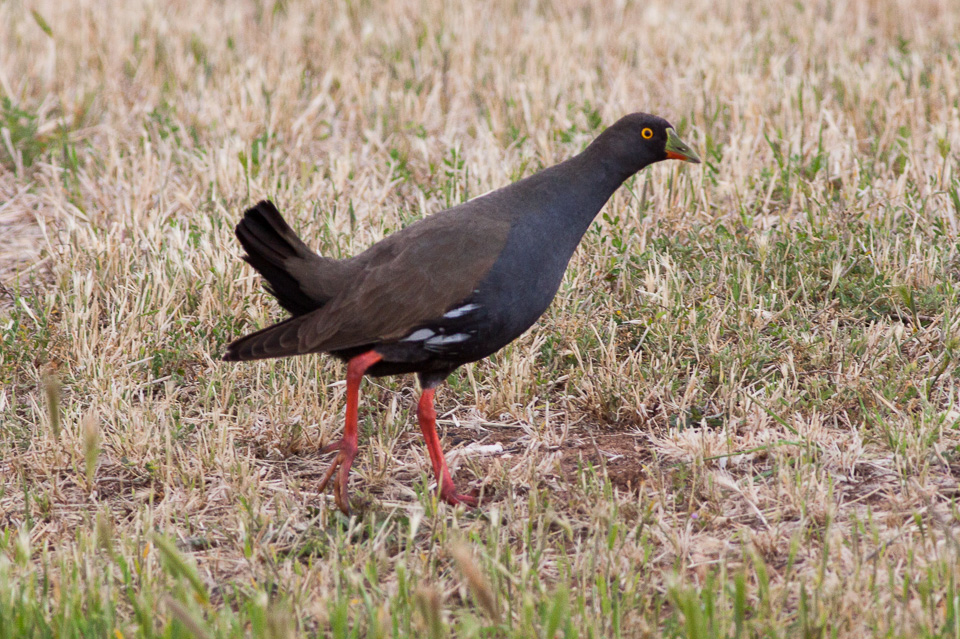
Tribonyx ventralis en Victoria.

Se reconocen las 2 siguientes según el orden filogenético del Congreso Ornitológico Internacional (IOC) (Versión 5.3, 2015):
- Tribonyx ventralis (Gould, 1837) – gallineta patirroja;
- Tribonyx mortierii Du Bus de Gisignies, 1840 – gallineta de Tasmania.